# Michel Clair
Pour les articles homonymes, voir Clair.
Michel Clair (né le 16 juin 1950 à Saint-Germain-de-Grantham) est un avocat et homme politique québécois.

## Biographie
Michel Clair a étudié le droit à l'Université de Sherbrooke après avoir fréquenté le Séminaire de Nicolet et le collège Brébeuf de Montréal. Il a été reçu avocat en 1974 et a pratiqué en aide juridique à Drummondville de 1974 à 1976. Durant la même période, il a été chargé de cours en criminologie à l'Université de Montréal, ayant complété une maîtrise en criminologie dans cette université. 

### Carrière politique
Michel Clair a été élu député du Parti québécois pour la circonscription de Drummond lors de la victoire de son parti aux élections de 1976. Il a représenté cette circonscription à l'Assemblée nationale jusqu'à sa défaite par une faible marge aux élections de 1985.
Sa première fonction législative est celle d'adjoint parlementaire de la ministre des Consommateurs, Coopératives et Institutions financières, Lise Payette, du 17 mai au 21 septembre 1979. À cette dernière date il entre dans le cabinet Lévesque comme ministre du Revenu jusqu'en avril 1981, puis ministre des Transports jusqu'en mars 1984. Il devient président du Conseil du trésor et ministre délégué à l'Administration dans les cabinets Lévesque et conserve ce poste dans l'éphémère gouvernement Johnson. Dans ce dernier cabinet il est également ministre de l'Énergie et des Ressources.
Après sa défaite électorale de 1985, Michel Clair reste dans le domaine politique comme chef de cabinet de Pierre Marc Johnson, alors chef de l'opposition.

### Après la politique
Michel Clair entreprend une carrière d'administrateur après 1987, principalement concentrée dans les domaines de la santé et des services sociaux. En 1987, il devient président de l'Association des centres d'accueil du Québec (appelée Confédération québécoise des centres d'hébergement et de réadaptation à partir de 1993). En 1994, avec le retour au pouvoir du Parti québécois, il est nommé sous-ministre du ministère des Ressources naturelles, puis devient président-directeur général d'Hydro-Québec International de 1997 à 2000.
En 2000, il est nommé président de la Commission d’étude sur les services de santé et les services sociaux, couramment appelée la commission Clair.
Depuis 2001, il est président de Groupe Santé Sedna, une entreprise qui possède et gère des maisons d'hébergement et de soins de longue durée, des centres de réadaptation et une agence de soins infirmiers. Cette entreprise est une filiale de la société française DomusVi. Depuis 2013, Michel Clair est également conseiller municipal à Saint-Michel-de-Bellechasse.

## Publications
- Michel Clair, « Comment faire du privé un allié plutôt qu'un adversaire », dans Michel Venne, 100 idées citoyennes pour un Québec en santé : Supplément de L'annuaire du Québec, Montréal, Éditions Fides, 2005 (lire en ligne)